# Manfred Kmoch
Manfred Kmoch (* 7. März 1925 in Bisamberg; † 22. Juli 1979 in Korneuburg) war ein österreichischer Heimatforscher.

## Leben
Kmoch war seit seiner frühesten Jugend mit seinem Vater, dem Karikaturisten und Heimatforscher Ladislaus Kmoch, im Bereiche des Bisamberges und des südlichen Teiles des mittleren Weinviertels archäologisch und volkskundlich tätig. Nach dessen Tod setzte er die Tätigkeit im Alleingang fort. Ab 1971 publizierte er seine Forschungsergebnisse in der heimatkundlichen Zeitschrift Korneuburger Kulturnachrichten. Aus denkmalpflegerischem Verantwortungsgefühl war er ständiger freier Mitarbeiter des Bundesdenkmalamtes in Wien und veröffentlichte in der Fachzeitschrift dieser Institution Fundberichte aus Österreich zahlreiche Berichte zur Ur- und Frühgeschichte.
Kmoch beschäftigte sich auch mit mythologischen und paläosozialen Fragen und publizierte darüber.
Er dokumentierte zahlreiche Urzeitsiedlungen und sammelte bedeutende Fundmaterialien, darunter das berühmte Idol von Wetzleinsdorf, eine mittelneolithische Plastik in sitzender Haltung.
Kmoch war auch Kustos der ur- und frühgeschichtlichen Sammlung des Korneuburger Museums. Das Naturhistorische Museum in Wien ernannte ihn zum Korrespondenten.

## Publikationen
In den Korneuburger Kulturnachrichten erschienen:
- Die urgeschichtlichen Siedlungsanfänge von Weinsteig, 1971/2, S. 73ff. und 1971/3, S. 54ff.
- Werkzeug, Arbeitsmethode und kulturelle Entwicklung, 1971/4. S. 41ff.
- Die Bedeutung Wetzleinsdorfs als urgeschichtlicher Fundplatz, 1972/1, S. 61ff.
- Die Silexindustrie von Wetzleinsdorf, 1972/2, S. 52ff.
- Zur Urgeschichte des Bisamberges, 1972/3, S. 123ff.
- Germanen am Großrußbach, 1973/1, S. 43ff.
- Gedanken über Mythologie, Idole und Familienrecht um die Venus von Wetzleinsdorf, 1973/2, S. 68ff.
- Ein Münzschatzfund in Weinsteig, 1974/2, S. 32ff.
- Archäologie und Ortsnamenkunde, 1977/1, S. 46ff.
- Neues von den Schwedenhöhlen im Rohrwald, 1979/1, S. 2ff.